# Stojanka Došić
Stojanka Došić (Vlasenica, 25 febbraio 1962) è un'ex cestista jugoslava.

## Carriera
Con la Jugoslavia ha disputato i Campionati europei del 1989.